# Neon Genesis Evangelion
Neon Genesis Evangelion (Japans: 新世紀エヴァンゲリオン Shinseiki Evangerion) is een Japanse animeserie, geregisseerd en geschreven door Hideaki Anno en geproduceerd door Gainax. De serie werd in oktober 1995 uitgezonden op TV Tokyo.
Evangelion speelt zich af in het jaar 2015 in de stad Tokyo-3, 15 jaar nadat een cataclysme, genaamd de Second Impact, plaatsvond op Antarctica. Tokyo-3 wordt aangevallen door reusachtige monsters, Angels genoemd. Om de bevolking hiertegen te beschermen werkt de overheid samen met de mysterieuze organisatie NERV. Zij hopen de Angels te kunnen verslaan met behulp van schijnbare robots, de Evangelions. De 14-jarige protagonist Shinji Ikari wordt door zijn vader, die commandant is van deze organisatie, opgeroepen om piloot te worden van een Evangelion.
De serie focust zich op de emoties en psychologie van Shinji en de andere piloten en medewerkers van NERV, en hun ervaringen en ontdekkingen. Zo wordt al snel duidelijk dat er zich meer afspeelt achter de schermen van NERV.

## Overzicht
Neon Genesis Evangelion bestaat uit 26 televisieafleveringen die voor het eerst werden uitgezonden door TV Tokyo van 4 oktober 1995 tot 27 maart 1996, gevolgd door 2 films: Death and Rebirth, en End of Evangelion. Death and Rebirth is een samenvatting van de serie en geeft ook een voorproefje van End of Evangelion. End of Evangelion is een verder uitgewerkt einde van de serie, zoals de makers het oorspronkelijk gewild hadden. De film werd gemaakt omdat er veel kritiek kwam op het einde van de serie, met name aflevering 25 en 26. De makers kwamen tijdens de productie van deze afleveringen erg onder druk te staan door tijdsnood en budgettaire beperkingen. Hierdoor konden ze aflevering 25 en 26 niet volledig afwerken zoals gehoopt. End of Evangelion concretiseert deze laatste 2 afleveringen; de gebeurtenissen in de film spelen zich vlak na aflevering 24 af.  
Van Neon Genesis Evangelion zijn verscheidene manga-series verschenen. Yoshiyuki Sadamoto, de tekenaar die het merendeel van de personages uit de anime heeft ontworpen, heeft een manga geschreven die grotendeels de verhaallijn van de anime volgt. Het eerste deel van deze manga verscheen in 1995. Twee andere mangaseries gebaseerd op Evangelion zijn Neon Genesis Evangelion: The Iron Maiden 2nd (Angelic Days in de Engelse uitgave) door Fumino Hayashi en Shinji Ikari Raising Project door Takahashi Osamu. Sadamoto's manga wordt sinds 2008 in Nederland en België uitgegeven door Glénat, vertaald in het Nederlands tot en met deel 11. Deze Nederlandse vertaling is vroegtijdig beëindigd.

## Thematiek
Neon Genesis Evangelion begint ogenschijnlijk als vele andere anime-series uit het mecha-genre (grote robots bestuurd door jonge piloten in een strijd tegen het kwade). Toch is dit maar een klein onderdeel van het verhaal. Er ligt een zwaardere nadruk op de emotionele ontwikkeling en psychologie van de personages, met name dat van Shinji Ikari. Vanaf het begin mag Evangelion ook gezien worden als een ontwikkelingsverhaal, waarin Shinji's herkenbare problemen uit het dagelijks leven van een tiener worden gereflecteerd in zijn strijd tegen de engelen. Halverwege de productie van de serie leed bedenker Hideaki Anno aan een depressie, wat tot uiting kwam in het verdere verloop van de serie. Gedurende de hele serie vraagt Shinji zich af hoe anderen over hem denken en hoe ze hem zien. Om geaccepteerd te worden probeert hij een zo goed mogelijke Evangelion-piloot te zijn. Shinji zegt vaak tegen zichzelf dat hij 'niet weg mag rennen', zoals toen hij klein was. Deze woorden zijn bijna een mantra voor hem. Tegen het einde van de serie worstelt hij met de tegenstelling van aanvaarding door vrienden en familie enerzijds, en onafhankelijkheid anderzijds.
Motieven in deze anime nemen de vorm aan van symboliek uit het christendom en thema's uit de psychologie. De christelijke symboliek wordt louter gebruikt als mystieke aankleding. Psychologische verwijzingen komen zowel in titels van afleveringen voor als in relevante ontwikkelingen van de personages zelf, die het verhaal sturen. Hideaki Anno heeft gezegd dat hij aanvankelijk geen grote interesse had in de psychologie, maar zich erin verdiepte nadat een vriend hem tijdens zijn depressie een boek aanraadde, waarin hij zekere kenmerken van beschreven complexen in zichzelf kon herkennen.
Een opvallend thema in Evangelion is de relatie tussen mensen en hun ouders. Vrijwel ieder personage ontbeert een moeder. De Eva-piloten zijn de hunne op jonge leeftijd verloren; moederloosheid is zelfs een vereiste voor Eva-piloten, om sinistere redenen. Ook dr. Akagi's moeder is dood. De personages hebben meestal een moeilijke relatie met hun vader. Shinji is van zijn vader vervreemd geraakt en heeft weinig emotionele steun aan hem; Misato heeft haar vader altijd veracht onder invloed van haar moeder, voor wie zij partij koos- de reden dat de relatie tussen haar en Kaji misloopt is dan ook omdat hij haar te veel doet denken aan haar vader. Rei is ouderloos, maar roept bij Shinji meerdere malen de gedachte aan een moeder op. De rollen van Misato en Kaji als surrogaatouders voor Shinji zijn ook aan dit thema verbonden.

## Personages

### Shinji Ikari
Shinji Ikari (碇 シンジ, Ikari Shinji) is het hoofdpersonage van de serie. Op jonge leeftijd is hij door zijn vader Gendo verlaten, kort na de mysterieuze verdwijning van zijn moeder. Ruim tien jaar later neemt Gendo weer contact met hem op, maar met het verzoek aan Shinji om Eva 1 te besturen en de wapenen op te nemen tegen de aanvallende engelen. Shinji heeft vanaf het begin zijn bedenkingen over zijn taak, maar vervult deze desalniettemin. Hij vindt een zekere mate van emotionele steun in zijn voogd Misato Katsuragi (en later Ryoji Kaji), en in zijn vriendschappen met zijn medepiloten en klasgenoten. Shinji blijkt al snel een getalenteerde piloot voor de Eva te zijn, en zijn taak verandert aldus in een bron van zelfvoldoening en erkenning door zijn collega's en meerderen, waarmee hij zijn twijfels teniet probeert te doen.

### Rei Ayanami
Rei Ayanami (綾波レイ Ayanami Rei) is de First Children en piloot van Eva 0. Ze is niet erg sociaal, behalve tegen Gendo Ikari, maar ze begint ook steeds meer voor Shinji te voelen. Rei is opgebouwd uit het genetisch materiaal van Shinji's moeder en haar ziel komt van de tweede engel Lilith. Er zijn verschillende identieke lichamen van Rei waarin haar ziel overgezet kan worden als ze dood gaat. Telkens als ze dood gaat, lijkt het erop dat ze een deel van haar geheugen kwijtraakt. Er worden maar 3 lichamen van Rei daadwerkelijk gebruikt en het eerste (Rei I) werd in 2005 gecreëerd, maar verborgen in het Artifical Evolution Laboratory tot 2010. Toen ze op 4-jarige leeftijd vermoord werd door Naoko Akagi leek Rei II niet te verschijnen tot 2014. Later offerde ze zichzelf op om de 16e engel, Armisael, te vernietigen. Als Rei III Kaworu Nagisu ontmoet, komt ze achter de waarheid over haarzelf waardoor ze Gendo verraadt en later één met de bron van het leven wordt.

Ze is vernoemd naar de Japanse torpedobootjager Ayanami uit de Tweede Wereldoorlog.

### Asuka Langley Sohryu
Asuka Langley Sohryu (惣流・アスカ・ラングレー, Sōryū Asuka Rangurē) is de 'Second Children', de derde Eva-piloot. Ze bestuurt de zeer geavanceerde Eva 2. Asuka is geboren in Duitsland en heeft vóór haar 15e de universiteit afgerond. Ze is zeer zelfverzekerd, op het arrogante af, en haar karakter botst daardoor met dat van de andere piloten. Omdat Shinji over het algemeen nét iets beter presteert dan Asuka, ziet zij in hem een rivaal, en grijpt ze elke kans om hem belachelijk te maken of hem op fouten te wijzen. Achter deze façade verschuilen echter vriendelijkere gevoelens voor Shinji, die soms toch doorkomen. Asuka raakt op school bevriend met Hikari Horaki.

Ze is vernoemd naar het Amerikaanse vliegdekschip USS Langley en het Japanse vliegdekschip Soryu uit de Tweede Wereldoorlog.

### Gendo Ikari
Gendo Ikari (碇 ゲンドウ, Ikari Gendō) is de voorzitter van Nerv, het instituut dat zich bezighoudt met de verdediging tegen de aanvallen van de engelen. Om zich volledig te wijden aan zijn werk heeft Gendo zijn zoon Shinji verlaten toen deze pas 5 jaar oud was. Gendo lijkt weinig te geven om de mensen om hem heen, inclusief Shinji. Alleen Rei Ayanami's welzijn lijkt hem aan te gaan.

### Misato Katsuragi
Misato Katsuragi (葛城 ミサト, Katsuragi Misato) is het tactisch hoofd van Nerv. Ze doet ook dienst als persoonlijke voogd van Shinji en Asuka; de twee piloten wonen bij haar in. Ze beschikt over een uitstekend militair inzicht, maar ze vergeet nooit het welzijn van de jonge piloten in rekenschap te nemen; ze ziet zichzelf als een soort moederfiguur voor hen. Ze was de enige overlevende van de verwoesting van het onderzoekscentrum op Antarctica tijdens de Second Impact; ze werd gered door haar vader. Na een periode van catatonie herstelde ze, en kwam ten slotte bij Nerv terecht. Misato probeert haar zorgen vaak te vergeten door bier te drinken. Ze herkent veel van haar eigen onzekerheden in Shinji. Ze is goed bevriend met Dr. Ritsuko Akagi en heeft een knipperlichtrelatie met Ryoji Kaji.

Ze is vernoemd naar het Japanse vliegdekschip Katsuragi uit de Tweede Wereldoorlog.

### Ritsuko Akagi
Doctor Ritsuko Akagi (赤木 リツコ, Akagi Ritsuko) leidt het wetenschappelijk onderzoek van Nerv. Haar moeder, Naoko Akagi heeft veel pionierswerk verricht op het gebied van de Evangelion-ontwerpen en de 'Magi', het computercomplex van Nerv. Ritsuko is zeer pragmatisch, en geeft toe dat ze weinig logica ziet in romantische relaties. Ze verzorgt een kat en verzamelt spulletjes die te maken hebben met katten. Ze heeft ook een affaire met Gendo Ikari.

Ze is vernoemd naar het Japanse vliegdekschip Akagi uit de Tweede Wereldoorlog.

### Kouzou Fuyutsuki
Kouzou Fuyutsuki (冬月 コウゾウ Fuyutsuki Kōzō) is de rechterhand van commandant Ikari. Ooit was hij professor in de biologie aan de universiteit. Hij is Gendo's oudste en enige vriend en kent hem al sinds het begin van Gendo's relatie met Shinji's moeder Yui.

### Ryoji Kaji
Ryoji Kaji (加持 リョウジ, Kaji Ryōji) is een geheim agent in dienst van Nerv. Hij is degene die Asuka Langley Sohryu escorteert vanuit Duitsland naar Japan. Zijn belangen in de zaken van Nerv en Seele komen niet geheel overeen met die van de leidingen van deze organisaties, waardoor hij dus een enigszins onafhankelijke factor op het toneel is. Hij kent Misato Katsuragi en Ritsuko Akagi al sinds hun studententijd. Hij onderhoudt een moestuin met watermeloenen. Shinji vindt in hem een vaderfiguur zoals Gendo er nooit een geweest is.

### Toji Suzuhara
Toji Suzuhara (鈴原 トウジ, Suzuhara Tōji) is een van de scholieren in de klas met potentiële Eva-piloten. Toji stelt zich aanvankelijk vijandig op tegenover Shinji nadat hij erachter komt dat Shinji de piloot is van Eva 1, omdat Toji's kleine zus gewond raakt in Shinji's eerste gevecht met een Angel. Hij legt het ten slotte bij met Shinji nadat deze hem en Kensuke redt tijdens een Angel-aanval. Uiteindelijk wordt ook Toji gekozen tot Eva-piloot ('Fourth Children'), en de nieuwe Eva 3 wordt hem toegewezen. Deze wordt echter gekaapt door de dertiende engel, Bardiel, en vervolgens tegen de andere Evangelions opgezet. Als Shinji tijdens het verhitte gevecht weigert de (hem onbekende) piloot van Eva 3 in gevaar te brengen, zet Gendo de Dummy Plug in om Eva 1 over te nemen, en raakt Toji zwaargewond. Hij verliest een arm en een been, maar overleeft het.

### Kensuke Aida
Kensuke Aida (相田 ケンスケ Aida Kensuke) is een van de leerlingen op Shinji's school. Hij is de beste vriend van Toji Suzuhara. Kensuke is een nerd met een voorliefde voor gadgets die met het leger te maken hebben. Kensuke weet niet dat zijn klas volledig uit potentiële Eva-piloten bestaat, hijzelf incluis. Hij benijdt Shinji en de andere piloten zeer dat zij Eva's mogen besturen, en zou zelf ook graag Eva-piloot willen zijn.

### Hikari Horaki
Hikari Horaki (洞木 ヒカリ Horaki Hikari) is de klassenvertegenwoordigster van de klas waar Shinji in zit. Zij neemt haar taak en verantwoordelijkheden serieus, en heeft er vooral een kluif aan om Toji Suzuhara op de vingers te tikken. In het geheim is zij verliefd op Toji. Ze wordt een goede vriendin van Asuka.